# Żołnierz i słoń
Żołnierz i słoń (ros. Солдат и слон) – radziecki film wojenny z 1977 roku w reżyserii Dmitrija Kesaianca.
Jak twierdził reżyser filmu, historia którą przedstawił jest wprawdzie niewiarygodna, jednak prawdziwa, a on sam widział dokumenty ją potwierdzające.

## Opis fabuły
Koniec II wojny światowej. Podczas walk o Berlin radzieccy żołnierze natrafiają na błąkającego się słonia. Jeden z nich – Ormianin Armeniak wywozi go ze strefy walk. Jak się okazuje jest to zwierzę pochodzące z erywańskiego zoo – słoń, który na krótko przed wojną został wypożyczony do Europy Zachodniej i pozostał w Berlinie po rozpoczęciu działań wojennych. Radzieckie dowództwo wydaje Armeniakowi rozkaz dostarczenia zwierza do Erywania. Żołnierzowi nie jest to w smak – wolałby wraz ze swoimi towarzyszami walczyć na froncie. Jednak karnie wyrusza na tyły. Po drodze, wędrując przez wyniszczony wojną kraj napotyka na wiele niebezpieczeństw – ataki niemieckiego lotnictwa, fanatycznych członków Volkssturmu... Z każdej jednak sytuacji, dzięki opanowaniu i zimnej krwi potrafi wyjść obronną ręką. Największym  problemem z którym przychodzi wkrótce mu się zmierzyć jest wykarmienie słonia – w wyniszczonym wojną kraju trudno znaleźć odpowiednio dużą ilość karmy dla tak dużego zwierzęcia. W końcu jednak żołnierz wraz ze swoim podopiecznym dociera do ZSRR, gdzie znajdując zrozumienie u jednego z radzieckich oficerów, wyposażony w odpowiednią ilość siana, pociągiem wyrusza bezpiecznie do Erywania.

## Obsada aktorska
- Frunzik Mykyrtczian – Armeniak
- Gabusz (słonica) – słoń Rango
- Laima Štrimaitytė – Niemka
- Władimir Ryndin – generał
- Władimir Picek – stary kolejarz
- Iwan Wania – młody żołnierz
- Walentyna Dawtian – Matrienok
- Steponas Kosmauskas – stary Niemiec
- Aleksiej Bachar' – przewodniczący kołchozu
- Aleksiej Dmitriew – Jegor
- Wadim Graczow – porucznik

i inni. 
W rolę tytułowego słonia wcieliła się cyrkowa słonica imieniem Gabusz, która obecnie (2014) liczy już 56 lat i mając w swojej karierze ponad 50 ról filmowych wciąż jest aktywną "aktorką" i "artystką cyrkową". 